# Sericophanes triangularis
Sericophanes triangularis är en insektsart som beskrevs av Knight 1918. Sericophanes triangularis ingår i släktet Sericophanes och familjen ängsskinnbaggar. Inga underarter finns listade i Catalogue of Life.